# Freeganisme
Freeganisme is een levensstijl van mensen die zich tegen de verspilling in de consumptiemaatschappij keren. Freegans zeggen dat verspilling en ongelijke verdeling van rijkdom de oorzaak is van honger, milieuvervuiling en oorlog. Als protest leven Freegans van alles dat over is: bruikbaar voedsel, kleding en meubels. En als ze het niet zelf gebruiken delen ze het uit.
Freegans bestaan grotendeels bij de gratie van consumerende mensen in hun omgeving die er de oorzaak van zijn dat er bruikbaar voedsel, kleding en meubels over zijn.
Het woord "freeganisme" is overgenomen uit het Engels. Freeganism is een porte-manteauwoord van "free" en "veganism". Veel freegans kopen nooit dierlijke producten, maar gebruiken ze eventueel wel, als deze over zijn en anders weggegooid zouden worden.